# 子供部屋おじさん
子供部屋おじさん（こどもべやおじさん）とは、実家の子供部屋に暮らし続けている独身の中高年の男性のことを指す日本のインターネットスラング。独身で経済的に親族に寄生してパラサイト・シングルになっているケースが特に問題になっている。詳細は#社会問題。
略して「こどおじ」ともいう。同様の状態の女性は子供部屋おばさん（こどもべやおばさん）という。

## 概要
2014年に2ちゃんねるで提唱された造語である。
「子供部屋おじさん」は、『週刊朝日』編集部の選出による2019年の流行語30選に入賞した。
「独身である」、「実家暮らし（親と同居）である」、「中高年の男性である」の３つの条件が全てそろえば十把一絡げに対象である。勤労の事実や家業の手伝い、介護、育児、家事の積極性は問われない。そのため、ニートや引きこもりだけでなく、勤労している社会人も含まれる。
また、類似する呼称にパラサイト・シングルがあるが、不況や社会構造に起因するものとして中立的な意味合いも持ち、厚生労働省などの公的機関においても用いられる用語である。「パラサイトシングル」は、「子供部屋おじさん」と異なり、本人は勤労しているという事実が確かにある。しかし、収入の低さや家事の消極的な様子など、家族に依存している事実も備わっている。「子供部屋おじさん」は、勤労しているかどうかの事実は問われないが、家族に依存しているとは限らない。
一方で、「こどおじ・こどおば」という語は、もっぱら個人の自立心の低さを揶揄する蔑称として用いられる。
子供部屋おじさんは、家事能力の不足や経済観念のずれから女性に受け入れられづらく、婚活市場における需要も低いとされる。子供部屋おばさんは、子供部屋おじさんほどは敬遠されないが、家事能力のアピールができるなどの強みがなければ婚活市場における需要は低くなるとされる。

## 社会問題
中高年の年齢になっても独身で親と同居する存在は社会問題になっている。特に、子供部屋おじさんが起こした事件が報道されるようになると、社会問題的な色合いが濃くなってきていると一部の評論家たちにより議論がなされ、新たな日本社会の問題となっているという指摘もある。

実家で引きこもり状態となった子供部屋おじさんが、家庭内に不和を生み出す事例も報告されている。2019年には、子供部屋おじさんであった無職の44歳の息子が「ぶっ殺す」などと発言していたことから将来事件を起こすことを父親が危惧し、息子を殺害した事件も発生している。
そうした事例を踏まえ、記者の山口準は、その本質は、「子供部屋に住み続けていること」ではなく、「性格や生活スタイルが子供のままおじさんになってしまったこと」ではないかと推測している。
引きこもりが長期化して50代の中年引きこもりの面倒を80代の親が見るという8050問題も、子供部屋おじさんと関連した社会問題として言及されている。8050問題は、収入が老親の年金に頼るため少ないことや、本来なら被介護者である高齢者が介護者になること（老老介護）、それによって老親の精神的・身体的な負担になることなどが問題とされる。

## 論評
- フリーライターの赤木智弘は、2015年の国立社会保障・人口問題研究所による「出生動向基本調査」および2016年の総務省による「親と同居の未婚者の最近の状況」の統計から「未婚の人が増えたことで、同世代の人口に対する子供部屋おじさんの割合も増えた。その結果、その存在が現代社会の闇のように、見えてしまうようになったのである」「結局、子供部屋おじさんとは『普通の未婚中年のありふれた生活様式』に過ぎない」とし、「いかにもダメそうな人間」を取り上げた「子供部屋おじさんを悪い存在ということにしたい」という意図の見える記事に対して苦言を呈している[9]。
- 独身研究家・コラムニストの荒川和久は、親元未婚に対して「社会の落伍者」であるかのようなレッテル貼りを行うことや、「『おじさん』という属性なら叩いていいという風潮」は、未婚化や少子化の本質的部分をあいまいにしてしまうと危惧している[1]。さらに、荒川は「いつまでも親元に住んでいるから結婚ができないんじゃないか」という声に対し、2000年と2015年の国勢調査をもとに40 - 50代親元未婚率と生涯未婚率（45 - 54歳の未婚率平均）との差分相関から、むしろ一人暮らしのほうが未婚率は高いとし「自立する・しないや甘える・甘えないという問題以前に、子にしても親にしても、そもそも経済的問題が最も大きいのではないでしょうか」と論じている[1]。
- SUUMOが2019年に発表した調査によると、「子供部屋おじさん」が発生する背景として「分譲住宅の住宅性能が上がったものの、賃貸住宅の性能が改善されないために、実家の居心地の良い環境から抜けられない」という要因が指摘されている[15]。
- 実業家の西村博之（ひろゆき）は、ニートと同様に子供部屋おじさんも「彼らは、あるとき突然現れたのではなく、太古からずっといた」とし、大人が働いていない状況を当たり前に感じていると述べている[20]。また、自らの動画コンテンツを見ている人は「時間の余ってる無職とニートと子供部屋おじさんと子供部屋おばさんと子供部屋子供しかいない」と述べている[21]。
- 厳しい経済的状況に対して実家暮らしは家賃などの出費を節約し貯金に回せるなどの利点や、親の介護や家業手伝いなどやむを得ないケースもある。また特に地方では（特に長男や長女が）実家を基盤としそのまま家を継ぐことは昔から珍しくないこと、家庭に問題がなく、実家から職場へ通えるのであれば、わざわざ家賃を払って一人暮らしをする必要性はないという意見もある[22][23]。
- テレビ朝日「モーニングショー」（羽鳥慎一担当の時代）が実施したアンケートによると、「大人になっても実家で暮らすこと」について、20-30歳台の人は61%がアリと回答する一方で、40-70歳台の人は55%がナシと回答し、子供世代と親世代でのギャップが明らかになった[24]。
- いい部屋ネットのCM（2022年放送開始）では、30歳前後になっても実家に依存している兄（演・山田裕貴）が登場する。三食洗濯掃除付の快適さなどを理由に実家暮らしを続けていて、本人が勤労しているかは不明。あきれた妹が、自立してほしい理由で、いいへやラビットを頼る。

## 題材とする作品
- 『俺の話は長い』- 日本テレビ（2019年）
- 『名探偵ステイホームズ』- 日本テレビ（2022年）
- 『僕は子供部屋おじさんです。母で性欲処理をすませています。』- SODクリエイト
- 『僕は子供部屋おじさんです。妹で性欲処理をすませています。』- SODクリエイト
- 『子供部屋おじさん(32)と母の性処理日記』- SODクリエイト
- 『43歳、子供部屋おばさんだって愛されたい』- 松浦すみえ、丘邑やち代（2023年、電書バト）
- 『子供部屋おじさんのリアル　―独身非モテ陰キャ男はどう生きるか―』- バルドウィン（2024年）